# 中嶋嶺雄
中嶋嶺雄（日语：中嶋嶺雄，なかじま みねお，1936年5月11日—2013年2月14日）日本政治學家、社會學博士。學術專長為現代中國政治。東京外國語大學名譽教授·前校長、國際教養大學理事長·校長。曾與前中華民國總統李登輝合著《亞洲的智略》，提出「中國分裂論」。因此被中華人民共和國列為永久禁止入境人士。

## 生平
長野縣松本市出生。經過長野縣松本深志高級中學、東京外國語大學外國語學部中國科，主修東京大學大學院社會學研究科國際關係碩士·博士課程。1980年，取得社會學博士學位。以身為中華人民共和國時代中國的前導性研究者身分為人所知。東京外國語大學名譽教授（1995到2001年間曾任校長），原北九州市立大學大學院教授。從小就向鈴木教學法（Suzuki Method）創始人鈴木鎮一學習小提琴。
美國政治外交史研究者中嶋啓雄是他的兒子。長野縣知事村井仁是他高中時代的同班同學。

## 荣誉

### 日本勋章奖章
- 瑞宝重光章（2013年追授）

### 外国勋章奖章
- 大绶景星勋章（中华民国，2000年1月12日批准[1]，2000年2月24日于台北总统府颁授[2]）

### 奖项
- 著作《北京烈烈》获三得利学艺奖（1981年，三得利文化财团主办）
- 正论大奖（2003年第19届，富士产经集团主办）

## 社會活動
- 教育再生會議民間委員
- 文部科学省中央教育審議會委員（第1期～第3期）
- 亞太大學交流會（UMAP）國際秘書長
- 財團法人國際教育交流馬場財團理事
- 財團法人日本語教育振興協會理事
- 財團法人國際文化交換協會評議員
- 財團法人本田財團評議員
- 社團法人才能教育研究会会長

## 外部連結
- 國際教養大學（页面存档备份，存于）（日語）
- 中嶋嶺雄氏採訪（Innovative One）（日語）
- 我的半生（信濃每日新聞掲載）（页面存档备份，存于）（日語）
- 社團法人才能教育研究會 （页面存档备份，存于）（日語）
- 李登輝摯友中嶋嶺雄 日本追贈從三位勳章（页面存档备份，存于）